# Jorge Gonçalves
Jorge Miguel Gonçalves Rojo (Montevideo, Uruguay, 2 de marzo de 1967) es un exfutbolista y entrenador de fútbol uruguayo que jugaba de defensa, hijo del también exfutbolista, Néstor Gonçalves.

## Trayectoria
Su primer club fue el Club Atlético Peñarol, donde cuando tenía 19 años debutó en Primera División. En su país jugó por River Plate, Cerro y dos pasos por Peñarol. Mientras que en el exterior jugó una temporada en Ferro Carril Oeste de Argentina, y tres veces en el Cruz Azul de México. En 2013 fue nombrado director técnico del Club Atlético Peñarol.

## Selección nacional
Ha sido internacional con la Selección de Uruguay en 9 ocasiones sin marcar goles, entre 1988 y 1996.

## Clubes

### Como jugador
| Club               | País      | Año       |
| ------------------ | --------- | --------- |
| Peñarol            | Uruguay   | 1986-1991 |
| Cruz Azul          | México    | 1992-1993 |
| River Plate        | Uruguay   | 1994      |
| Cruz Azul          | México    | 1995      |
| Cerro              | Uruguay   | 1996      |
| Ferro Carril Oeste | Argentina | 1996      |
| Cruz Azul          | México    | 1997      |
| Peñarol            | Uruguay   | 1997-1998 |

### Como técnico
| Club                | País    | Año       |
| ------------------- | ------- | --------- |
| Peñarol (Juveniles) | Uruguay | 2011-2013 |
| Peñarol             | Uruguay | 2013      |

## Palmarés

### Campeonatos nacionales
| Título              | Club    | País    | Año  |
| ------------------- | ------- | ------- | ---- |
| Campeonato Uruguayo | Peñarol | Uruguay | 1986 |
| Campeonato Uruguayo | Peñarol | Uruguay | 1997 |

### Torneos internacionales
| Título            | Club                 | País    | Año  |
| ----------------- | -------------------- | ------- | ---- |
| Copa Libertadores | Peñarol              | Uruguay | 1987 |
| Copa América      | Selección de Uruguay | Uruguay | 1995 |